# 九州の鉄道路線
九州の鉄道路線（きゅうしゅうのてつどうろせん）
解説：
- 「広域：」とは、その地域内の複数の部分にまたがる路線である。地域内で完結している。
- 「超広域：」とは、その地域と他の地域にまたがる路線である。
  - 詳細については、その地域を含む親の地域の「広域」にある同じ路線名の記述を参照。
  - 九州地方以外の路線が紛れ込んでいる可能性もある。その場合は、単に削除するのではなく、適切な記事に移動するか、誤りの指摘をしていただきたい。
- 各路線の区間は『鉄道要覧』を基準としている。
- 同じ路線でも支線（別線）および事業種別の違う区間は別掲しており、各地方ごとに起点側から(1)、(2)…と番号を付けている。
- 特記無き路線は鉄道事業法に基づく鉄道路線、［軌道法適用］と記載がある路線は軌道法に基づく軌道路線である。

廃止された鉄道路線については日本の廃止鉄道路線一覧を参照。

## 九州
- 超広域：
  - 山陽新幹線 （西日本旅客鉄道）：新大阪駅 - 博多駅  (644.0 km)
  - 山陽本線 （九州旅客鉄道）：下関駅 - 門司駅  (6.3 km)
- 広域：
  - 九州新幹線 （九州旅客鉄道）：博多駅（福岡県） - 鹿児島中央駅（鹿児島県）  (256.8 km)
  - 西九州新幹線 （九州旅客鉄道）：武雄温泉駅（佐賀県） - 長崎駅（長崎県）
  - 鹿児島本線 （九州旅客鉄道）：門司港駅（福岡県） - 八代駅（熊本県）  (232.3 km)
  - 長崎本線 （九州旅客鉄道）：鳥栖駅（佐賀県） - 長崎駅（長崎県）  (125.3 km)
  - 佐世保線 （九州旅客鉄道）：江北駅（佐賀県） - 佐世保駅（長崎県）  (48.8 km)
  - 筑肥線 （九州旅客鉄道）：姪浜駅（福岡県） - 唐津駅（佐賀県）  (42.6 km)
  - 久大本線 （九州旅客鉄道）：久留米駅（福岡県） - 大分駅（大分県）  (141.5 km)
  - 日田彦山線 （九州旅客鉄道）：城野駅（福岡県） - 夜明駅（大分県）  (68.7 km)
  - 日豊本線 （九州旅客鉄道）：小倉駅 （福岡県） - 鹿児島駅（鹿児島県）  (462.6 km)
  - 豊肥本線 （九州旅客鉄道）：大分駅（大分県） - 熊本駅（熊本県）  (148 km)
  - 肥薩線 （九州旅客鉄道）：八代駅（熊本県） - 隼人駅（鹿児島県）  (124.2 km)
  - 吉都線 （九州旅客鉄道）：吉松駅（鹿児島県） - 都城駅（宮崎県）  (61.6 km)
  - 日南線 （九州旅客鉄道）：南宮崎駅（宮崎県） - 志布志駅（鹿児島県）  (88.9 km)
  - 甘木鉄道甘木線 （甘木鉄道）：基山駅（佐賀県） - 甘木駅（福岡県）  (13.7 km)
  - 松浦鉄道西九州線 （松浦鉄道）：有田駅（佐賀県） - 佐世保駅（長崎県）  (93.8 km)
  - 肥薩おれんじ鉄道線 （肥薩おれんじ鉄道）：八代駅（熊本県） - 川内駅（鹿児島県）  (116.9 km)

### 福岡県
- 超広域：山陽本線 山陽新幹線 九州新幹線 鹿児島本線 筑肥線 日豊本線 日田彦山線 甘木鉄道甘木線
- 広域：
  - 博多南線 （西日本旅客鉄道）：博多駅 - 博多南駅  (8.5 km)
  - 香椎線 （九州旅客鉄道）：西戸崎駅 - 宇美駅  (25.4 km)
  - 篠栗線 （九州旅客鉄道）：桂川駅 - 吉塚駅  (25.1 km)
  - 筑豊本線 （九州旅客鉄道）：若松駅 - 原田駅  (66.1 km)
  - 後藤寺線 （九州旅客鉄道）：田川後藤寺駅 - 新飯塚駅  (13.3 km)
  - 西鉄天神大牟田線 （西日本鉄道）：西鉄福岡（天神）駅 - 大牟田駅  (74.8 km)
  - 西鉄太宰府線 （西日本鉄道）：西鉄二日市駅 - 太宰府駅  (2.4 km)
  - 西鉄貝塚線 （西日本鉄道）：貝塚駅 - 西鉄新宮駅  (11.0 km)
  - 西鉄甘木線 （西日本鉄道）：甘木駅 - 宮の陣駅  (17.9 km)
  - 筑豊電気鉄道線 （筑豊電気鉄道）：熊西駅 - 筑豊直方駅  (15.4 km)
  - 平成筑豊鉄道伊田線 （平成筑豊鉄道）：直方駅 - 田川伊田駅  (16.1 km)
  - 平成筑豊鉄道糸田線 （平成筑豊鉄道）：金田駅 - 田川後藤寺駅  (6.8 km)
  - 平成筑豊鉄道田川線 （平成筑豊鉄道）：行橋駅 - 田川伊田駅  (26.3 km)
- 福岡市
  - 鹿児島本線(1) （日本貨物鉄道）：香椎駅 - 福岡貨物ターミナル駅 (3.7 km)
  - 福岡市地下鉄空港線 （福岡市交通局）：姪浜駅 - 福岡空港駅  (13.1 km)
  - 福岡市地下鉄箱崎線 （福岡市交通局）：中洲川端駅 - 貝塚駅  (4.7 km)
  - 福岡市地下鉄七隈線 （福岡市交通局）：橋本駅 - 博多駅  (13.6 km)
- 北九州市
  - 皿倉山ケーブルカー （皿倉登山鉄道）：山麓駅 - 山上駅  (1.1 km)
  - 北九州高速鉄道小倉線 （北九州高速鉄道・第2種）［軌道法適用］'：小倉駅 - 企救丘駅  (8.8 km)
  - 筑豊電気鉄道線(1) （筑豊電気鉄道）：黒崎駅前駅 - 熊西駅  (0.6 km)
  - 平成筑豊鉄道門司港レトロ観光線 （平成筑豊鉄道・第2種）：九州鉄道記念館駅 - 関門海峡めかり駅  (2.1 km)

### 佐賀県
- 超広域：九州新幹線 鹿児島本線 長崎本線 佐世保線 筑肥線 甘木鉄道甘木線 松浦鉄道西九州線
- 広域：
  - 筑肥線(1) （九州旅客鉄道）：山本駅 - 伊万里駅  (25.7 km)
  - 唐津線 （九州旅客鉄道）：久保田駅 - 西唐津駅  (42.5 km)

### 長崎県
- 超広域：長崎本線 佐世保線 松浦鉄道西九州線
- 広域：
  - 長崎本線(1) （九州旅客鉄道）：喜々津駅 - 浦上駅  (23.5 km)
  - 大村線 （九州旅客鉄道）：早岐駅 - 諫早駅  (47.6 km)
  - 島原鉄道線 （島原鉄道）：諫早駅 - 島原港駅  (43.2 km)
- 長崎市
  - 長崎電気軌道赤迫支線 （長崎電気軌道）［軌道法適用］：赤迫停留場 - 住吉停留場  (0.3 km)
  - 長崎電気軌道本線 （長崎電気軌道）［軌道法適用］：住吉停留場 - 崇福寺停留場  (7 km)
  - 長崎電気軌道桜町支線 （長崎電気軌道）［軌道法適用］：長崎駅前停留場 - 市役所停留場  (0.9 km)
  - 長崎電気軌道大浦支線 （長崎電気軌道）［軌道法適用］：新地中華街停留場 - 石橋停留場  (1.1 km)
  - 長崎電気軌道蛍茶屋支線 （長崎電気軌道）［軌道法適用］：西浜町停留場 - 蛍茶屋停留場  (2.2 km)

### 熊本県
- 超広域：九州新幹線 鹿児島本線 豊肥本線 肥薩線 肥薩おれんじ鉄道線
- 広域：
  - 三角線 （九州旅客鉄道）：宇土駅 - 三角駅  (25.6 km)
  - 熊本電気鉄道菊池線 （熊本電気鉄道）：上熊本駅 - 御代志駅  (10.8 km)
  - くま川鉄道湯前線 （くま川鉄道）：人吉駅 - 湯前駅  (24.8 km)
- 熊本市
  - 熊本電気鉄道藤崎線 （熊本電気鉄道）：北熊本駅 - 藤崎宮前駅  (2.3 km)
  - 熊本市電幹線 （熊本市交通局）［軌道法適用］：熊本駅前停留場 - 水道町停留場  (3.3 km)
  - 熊本市電水前寺線 （熊本市交通局）［軌道法適用］：水道町停留場 - 水前寺公園停留場  (2.4 km)
  - 熊本市電健軍線 （熊本市交通局）［軌道法適用］：水前寺公園停留場 - 健軍町停留場  (3 km)
  - 熊本市電上熊本線 （熊本市交通局）［軌道法適用］：辛島町停留場 - 上熊本停留場  (2.9 km)
  - 熊本市電田崎線 （熊本市交通局）［軌道法適用］：熊本駅前停留場 - 田崎橋停留場  (0.5 km)
- 阿蘇郡
  - 南阿蘇鉄道高森線 （南阿蘇鉄道）：立野駅 - 高森駅  (17.7 km)

### 大分県
- 超広域：日豊本線 日田彦山線 久大本線 豊肥本線
- 広域：なし
- 別府市
  - 別府ラクテンチケーブル線 （ラクテンチ）：雲泉寺駅(ラクテンチ下) - 乙原駅(ラクテンチ上)  (0.3 km)

### 宮崎県
- 超広域：日豊本線 吉都線 日南線
- 広域：
  - なし
- 宮崎市
  - 宮崎空港線 （九州旅客鉄道）：田吉駅 - 宮崎空港駅  (1.4 km)

### 鹿児島県
- 超広域：九州新幹線 鹿児島本線 肥薩線 日豊本線 吉都線 日南線 肥薩おれんじ鉄道線
- 広域：
  - 鹿児島本線 （九州旅客鉄道）：川内駅 - 鹿児島駅  (49.3 km)
  - 指宿枕崎線 （九州旅客鉄道）：鹿児島中央駅 - 枕崎駅  (87.9 km)
- 鹿児島市
  - 鹿児島市電第一期線 （鹿児島市交通局）軌道［軌道法適用］：武之橋停留場 - 鹿児島駅前停留場  (3.0 km)
  - 鹿児島市電第二期線 （鹿児島市交通局）軌道［軌道法適用］：高見馬場停留場 - 鹿児島中央駅前停留場  (1.0 km)
  - 鹿児島市電谷山線 （鹿児島市交通局）軌道［軌道法適用］：武之橋停留場 - 谷山停留場  (6.4 km)
  - 鹿児島市電唐湊線 （鹿児島市交通局）軌道［軌道法適用］：鹿児島中央駅前停留場 - 郡元停留場  (2.7 km)

### 沖縄県
- 超広域：なし
- 広域：
  - 沖縄都市モノレール線 （沖縄都市モノレール）［軌道法適用］：那覇空港駅 - てだこ浦西駅  (17.0 km)